# Dick Clark (senator)
Richard Clarence "Dick" Clark, född 14 september 1928 i Paris i Linn County, Iowa, död 20 september 2023 i Washington, D.C., var en amerikansk demokratisk politiker. Han representerade delstaten Iowa i USA:s senat 1973–1979.
Clark tjänstgjorde i USA:s armé i Västtyskland och studerade vid Johann Wolfgang Goethe-universitetet i Frankfurt am Main 1951-1952. Han utexaminerades 1953 från Upper Iowa University och studerade sedan vidare vid University of Iowa. Han undervisade i historia och samhällsvetenskap 1959-1964. Han var därefter medarbetare åt kongressledamoten John Culver 1965-1972.
Clark besegrade sittande senatorn Jack Miller i senatsvalet 1972. Han efterträdde Miller som senator i januari 1973. Clark var medlem i senatens utrikesutskott. Han kandiderade 1978 till omval men förlorade mot republikanen Roger Jepsen.